# Asunción Nochixtlán
Asunción Nochixtlán là một đô thị thuộc bang Oaxaca, México. Năm 2005, dân số của đô thị này là 14676 người.